# The Futon Critic
The Futon Critic è un sito web di informazione radiotelevisiva sul palinsesto di prima serata delle reti trasmesse via cavo e via etere negli Stati Uniti.
Esso fornisce la programmazione, i comunicati stampa delle emittenti, recensioni e interviste a cura dello staff del sito, nonché il rating di Nielsen Media Research elaborati a partire dai dati di ascolto.

## Storia
Lanciato il 14 gennaio 1997 dal giovane imprenditore statunitense Brian Ford Sullivan, che è il titolare del sito e l'amministratore delegato della ditta Futon Media, ad esso collegata.
Il sito è stato utilizzato e citato dagli articoli dell'Università del Colorado a Boulder e della Temple University, così come dal The Huffington Post e da TV by the Numbers, società specializzata nell'analisi dei dati di gradimento delle emittenti televisive degli U.S.A.
Nominato ai premi Emmy del 2009, l'anno successivo Sullivan comunicò il lancio imminente di una nuova sezione del sito dedicata al monitoraggio della programmazione sulle piattaforme di distribuzione digitale. Inoltre, anticipò ai lettori il debutto del programma intitolato .comEDY, uno sguardo ironico agli effetti della bolla delle dot-com scoppiata nella Silicon Valley.